# Кечек, Амбарцум Серафимович
Амбарцум Серафимович Кечек (6 июня 1872 года, Нахичевань-на-Дону, Российская империя — 1948, Ереван, Армянская ССР) — российский врач и учёный.

## Биография
Родился 6 июня 1872 года в Нахичевани-на-Дону в семье ремесленника (серебряных дел мастера).
Первоначальное образование получил в городском училище и в Нахичеванской армянской духовной семинарии.
В 1890 году поступает в 7-й класс городской гимназии в Ростове-на-Дону, которую окончил в 1892 г. и сразу же по конкурсу был принят в Военно-медицинскую академию, через два года перевёлся на третий курс медицинского факультета Московского университета, который окончил в 1897 г. Затем становится ординатором хирургического отделения Ростовской городской больницы, участковым врачом железнодорожной больницы.
В 1900 году переехал в Петербург, поступил экстерном в хирургическую клинику Военно-медицинской академии. Руководителем клиники в то время был профессор (впоследствии академик) Вельяминов. В клинике Кечек оставался с небольшим перерывом до апреля 1910 г. Там получил степень доктора медицины, защитив диссертацию на тему: «Лечение по данным академической клиники проф. Вельяминова». Два раза с научными целями выезжал за границу: в 1901 и в 1905 годах. Является одним из пионеров светолечения в хирургии.
Работая в клинике, увлекся урологией, был в загранкомандировках в Париже и Берлине.
В 1910 году переезжает в Нахичевань на должность главного врача и зав. хирургическим отделением.
В годы Первой мировой войны Кечек привлекается к работе по организации хирургической помощи раненым солдатам и офицерам. Он организует в Ростове крупный лазарет и становится во главе ортопедического института и офицерского лазарета, одновременно занимается и педагогической деятельностью.
В 1916 году преподавал урологию в Варшавском университете. В 1919—1923 гг. хирург-консультант Озургетской больницы (Грузия).
В 1923 году избран на должность завкафедрой хирургии медицинского факультета Ереванского университета.
Наряду с работой по организации и становлению первой хирургической кафедры и клиники, Кечек принимает активное участие в жизни молодого университета, в частности, в организации новых кафедр, подборе и укомплектовании их профессорско-преподавательскими кадрами. Профессор С. Шариманян, один из его учеников, пишет: «Будучи прекрасным лектором и преподавателем, он пользовался большой любовью студенчества».
Основоположник научной хирургии в Армении, организатор и заведующий (с 1925 г.) первой хирургической кафедры и клиники медицинского факультета ЕГУ, основатель и долголетний руководитель медицинского общества Советской Армении.
Принимал активное участие в организации Ереванского медицинского института. В 1940 г. по болезни ушёл с должности зав. кафедрой хирургии ЕрМИ, оставаясь её профессором-консультантом.
Был хорошо знаком с историей, литературой, знал древнеармянский, латинский, греческий, несколько европейских языков, интересовался физикой, математикой и астрономией.
В 1931 в Ереване открыли станцию переливания крови, и он стал её первым директором.
Умер в 1948 году в городе Ереван, Армянской ССР

## Память
Мемориальная доска на доме № 32 по улице Абовяна в Ереване

## Сфера научной деятельности
Выработка методов светолечения туберкулезной волчанки, изучение многих вопросов урологии, хирургии. Он первым использовал лампу Финзена.

## Сочинения
Автор многочисленных научных публикаций. Один из основателей современной научной хирургии в Армении и Ереванского медицинского института.
- «Лѣченіе lupus vulgaris ПО СПОСОБУ ПРОФ. FINSEN’A по данным свѣтолѣчебнаго отдѣленія академической хирургической клиники проф. Н. А. Вельяминова.» (ДИССЕРТАЦІЯ на степень доктора медицины А. С. Кечека-Кечекьянца. С.-ПЕТЕРБУРГЪ, 1910.)

## Награды и звания
- доктор медицинских наук
- профессор
- Заслуженный деятель науки Армянской ССР (1935)
- Орден Трудового Красного Знамени (1945)
- Медаль «За доблестный труд в Великой Отечественной войне 1941—1945 гг.»[2]